# Liste der Kulturdenkmale in Friedrichskoog
In der Liste der Kulturdenkmale in Friedrichskoog sind alle Kulturdenkmale der schleswig-holsteinischen Gemeinde Friedrichskoog (Kreis Dithmarschen) aufgelistet (Stand: 10. März 2025).
Die Bodendenkmale sind in der Liste der Bodendenkmale in Friedrichskoog erfasst.

## Legende
In den Spalten befinden sich folgende Informationen:
- Objekt-ID: die Nummer des Kulturdenkmales
- Lage: die Adresse des Kulturdenkmales und die geographischen Koordinaten. Kartenansicht, um Koordinaten zu setzen. In der Kartenansicht sind Kulturdenkmale ohne Koordinaten mit einem roten Marker dargestellt und können in der Karte gesetzt werden. Kulturdenkmale ohne Bild sind mit einem blauen Marker gekennzeichnet, Kulturdenkmale mit Bild mit einem grünen Marker.
- Offizielle Bezeichnung: Bezeichnung des Kulturdenkmales
- Beschreibung: die Beschreibung des Kulturdenkmales
- Bild: ein Bild des Kulturdenkmales

## Bauliche Anlagen
| Objekt-ID      | Lage                                         | Offizielle Bezeichnung    | Beschreibung | Bild                             |
| -------------- | -------------------------------------------- | ------------------------- | --- | -------------------------------- |
| 8224 Wikidata  | Franzosensand 2 (53° 58′ 5″ N, 8° 54′ 23″ O) | Neulandhalle              | Neulandhalle; 1935/36, Architekt Richard Brodersen; eingeschossiger, steinsichtiger Ziegelbau mit zwei Ausluchten, das mächtige Vollwalmdach mit zentralem, turmartigen Aufbau, im Inneren große Halle mit Kamin und Wandfresken von Otto Thämer - Begründung: geschichtlich, wissenschaftlich, künstlerisch, Kulturlandschaft prägend - Schutzumfang: gesamtes Objekt - Denkmaltyp: Bauliche Anlage | weitere Fotos \| Fotos hochladen |
| 30997 Wikidata | Hafenstraße 58 (54° 0′ 39″ N, 8° 53′ 28″ O)  | Christuskirche            | Kleinkirche mit Anbau zu Gemeindezentrum verbunden, 1964, Architekt Henry Schlote (Hamburg); aus dem Wettbewerb von 1961; Ankauf, insgesamt zehnmal gebaut; hier mit aufwändiger Verglasung und Altar von Max Schegulla - Begründung: geschichtlich, künstlerisch - Schutzumfang: gesamtes Objekt - Denkmaltyp: Bauliche Anlage                                                                      | weitere Fotos \| Fotos hochladen |
| 2912 Wikidata  | Koogstraße 90 (54° 0′ 52″ N, 8° 53′ 39″ O)   | Windmühle Vergißmeinnicht | Alteintragung (Aktualisierung vorgesehen) - Begründung: Alteintragung (Aktualisierung vorgesehen) - Schutzumfang: Alteintragung (Aktualisierung vorgesehen) - Denkmaltyp: Bauliche Anlage | weitere Fotos \| Fotos hochladen |

## Quelle
- Liste der Kulturdenkmale in Schleswig-Holstein – Kreis Dithmarschen (PDF)

- Karte mit allen Koordinaten:
- OSM |
- WikiMap